# Петренко, Надежда Ивановна
Надежда Ивановна Петренко (30 мая 1930, Пушкарёвка, Днепропетровский округ — 27 сентября 2005, Симферополь) — советский и украинский скульптор и педагог, работала в соавторстве с мужем В. В. Петренко. Многие их произведения в настоящее время — объекты культурного наследия народов России.

## Биография
Родилась 30 мая 1930 в селе Пушкаревка Днепропетровской области.
В 1953 году окончила Днепропетровское художественное училище, Харьковский художественный институт в 1960 году. Педагог по специальности Н. Л. Рябинин. Преподавала скульптуру в Крымском художественном училище имени Н. С. Самокиша.
Проживала в Симферополе на улице Горького. Умерла 27 сентября 2005 года.
Муж, художник и скульптор, соавтор ряда работ, Петренко Владимир Васильевич (1926—2008).

## Творческая деятельность
Работала в жанре станковой и монументальной скульптуры. Участвовала в выставках: республиканских с 1961 года, всесоюзных — с 1960 года.

### Известные произведения[3]
- «Благодарные потомки» (1961);
- «Заочница»;
- «Материнство»;
- «Косули» (1967);
- бюст Даши Севастопольской на здании панорамы «Оборона Севастополя», в соавторстве с Петренко В. В., охраняется в составе ансамбля Объект культурного наследия народов РФ регионального значения. Рег. № 921711284950005 (ЕГРОКН);

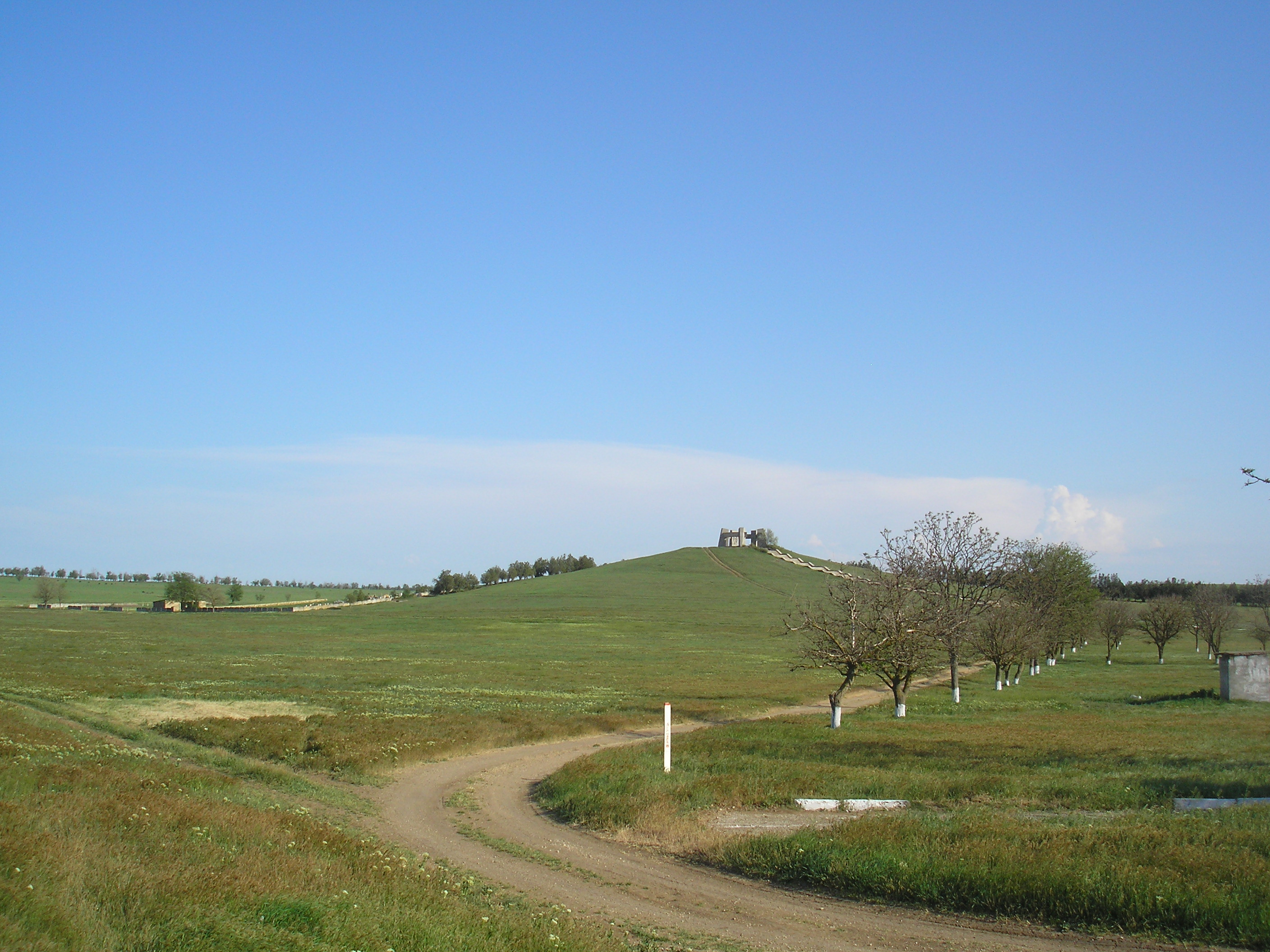
Мемориал Братская могила восьми Героев Советского Союза. Скульпторы В. В. Петренко, Н. И. Петренко, архитектор А. М. Крамаренко, Геройское  Объект культурного наследия народов РФ регионального значения. Рег. № 911710872670005 (ЕГРОКН)
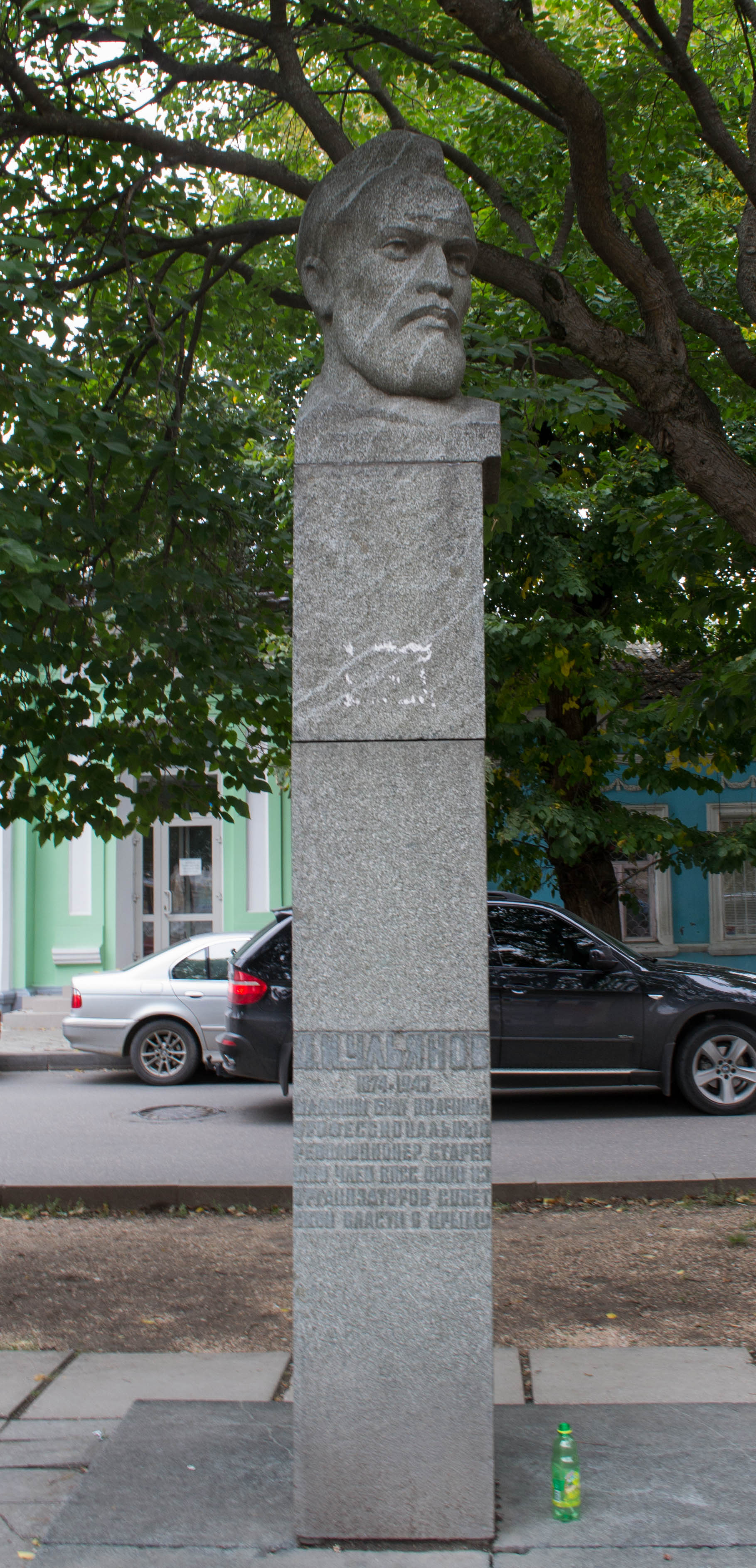
Памятник Д. И. Ульянову (скульпторы В. В. Петренко и Н. И. Петренко, архитектор Е. В. Попов), (открыт 30 апреля 1971) Симферополь, ул. Желябова, сквер  Объект культурного наследия народов РФ регионального значения. Рег. № 911710884000005 (ЕГРОКН)  - Братская могила восьми Героев Советского Союза. Скульпторы В. В. Петренко, Н. И. Петренко, архитектор А. М. Крамаренко, Геройское
  - Памятник Д. И. Ульянову (скульпторы В. В. Петренко и Н. И. Петренко), Симферополь, ул. Желябова, сквер